# پا تپه برزول
پا تپه برزول مربوط به سده‌های اولیه دوران‌های تاریخی پس از اسلام است و در شهرستان نهاوند، بخش زرین دشت، دهستان فضل، جنوب شرقی روستای عنبر قنبر واقع شده و این اثر در تاریخ ۲۵ آبان ۱۳۸۷ با شمارهٔ ثبت ۲۳۷۳۰ به‌عنوان یکی از آثار ملی ایران به ثبت رسیده است.